# Bananas (álbum)
| Críticas profissionais | Críticas profissionais |
| Avaliações da crítica  | Avaliações da crítica  |
| Fonte                  | Avaliação              |
| ---------------------- | ---------------------- |
| allmusic               | 4 de 5 estrelas.       |

Bananas é o décimo sétimo álbum de estúdio do Deep Purple, lançado em 7 de outubro de 2003. O álbum inclui "Contact Lost", uma canção instrumental lento de curta duração sobre os astronautas do Columbia, escrito pelo guitarrista Steve Morse, quando ouviu a triste notícia do acidente.
Este é o primeiro álbum com Don Airey nos teclados, substituindo o membro fundador Jon Lord. O álbum foi gravado em Los Angeles durante janeiro e fevereiro de 2003.

## Faixas
Todas as canções escritas por Ian Gillan, Steve Morse, Roger Glover, Don Airey, e Ian Paice exceto os anotados.
1. "House of Pain" (Gillan, Michael Bradford) – 3:34
2. "Sun Goes Down" – 4:10
3. "Haunted" – 4:22
4. "Razzle Dazzle" – 3:28
5. "Silver Tongue" – 4:03
6. "Walk On" (Gillan, Bradford) – 7:04
7. "Picture of Innocence" (Gillan, Morse, Glover, Jon Lord, Paice) - 5:11
8. "I Got Your Number" (Gillan, Morse, Glover, Lord, Paice, Bradford) – 6:01
9. "Never a Word" – 3:46
10. "Bananas" – 4:51
11. "Doing it Tonight" – 3:28
12. "Contact Lost" (Morse) – 1:27

## Formação
- Ian Gillan - vocal principal e de apoio
- Steve Morse - guitarra
- Roger Glover - baixo
- Don Airey - teclados
- Ian Paice - bateria, percussão[1]

### Músicos adicionais
- Paul Buckmaster - arranjo de cordas e violoncelo em "Haunted"
- Beth Hart - vocal de apoio em "Haunted"
- Michael Bradford - guitarra em "Walk On"